# Чимэдийн Сайханбилэг
Чимэдийн Сайханбилэг (монг. Чимэдийн Сайханбилэг: род. 20 января 1969, Дорнод, МНР) — монгольский политический деятель, премьер-министр Монголии с 2014 по 2016 год.

## Биография
Чимэдийн Сайханбилэг родился в аймаке Дорнод 20 января 1969 года. По окончании школы учился в МонГУ в столице Монголии Улан-Баторе, а затем в Московском гуманитарном университете (Институт молодежи) в Москве. Проходил также обучение и в столице США Вашингтоне в Университете Джорджа Вашингтона.
В 1996 году был избран депутатом Великого государственного хурала. Через два года он стал министром образования, этот пост он занимал два года. Вновь депутатом хурала Чимэдийн Сайханбилэг стал в 2008 году.
В начале ноября 2014 года премьер-министр Монголии Норовын Алтанхуяг ушёл в отставку из-за распада коалиции. После ряда переговоров и консультаций 21 ноября премьер-министром стал представитель Демократической партии Чимэдийн Сайханбилэг. Проиграл на парламентских выборах 2016 года и не попал в парламент.